# 集合物
集合物（德語：Gesamtsache）又稱聚合物，為由數個仍保有原先個性及經濟價值的單一物或合成物，集合成具有獨立經濟上價值一體性的物。而集合物的所有權存在於集合物的各個個體，集合物的一部或全部皆可成為交易標的，可由當事人意思、交易習慣或法律規定決定。可分為事實上的集合物，為由當事人的意思或經濟上的作用而及合為一體的集合物，如畜群；及法律上的集合物，為法律上認其為一體的多數物及權利，如企業、繼承人的繼承財產、公司的財產等。